# Rosanna Yanni
Rosanna Yanni, nata Marta Susana Yanni Paxot (Buenos Aires, 27 febbraio 1938), è un'attrice argentina.

## Biografia
Entra nel mondo dello spettacolo a 22 anni come corista nelle riviste rappresentate al Teatro Nacional di Buenos Aires. Trasferitasi in Italia nel 1962, lavora per qualche tempo come modella. Il debutto cinematografico avviene nel 1963 in Spagna, in Sol de verano di Juan Bosch. La sua carriera, che si svolge quasi interamente in Spagna, si interrompe nel 1980, per riprendere alla fine del secolo.

## Filmografia parziale
- Sol de verano, regia di Juan Bosch (1963)
- La familia y... uno más, regia di Fernando Palacios (1965)
- Las salvajes en Puente San Gil, regia di Antoni Ribas (1966)
- El caso de las dos bellezas, regia di Jesús Franco (1967)
- Bésame, monstruo, regia di Jesús Franco (1967)
- ...e venne l'ora della vendetta (Comanche blanco), regia di José Briz Méndez (1968)
- Le notti di Satana (La marca del Hombre Lobo), regia di Enrique López Eguiluz (1968)
- Cuidado con las señoras, regia di Julio Buchs (1968)
- El paseíllo, regia di Ana Mariscal (1968)
- L'urlo dei giganti (Hora cero: Operación Rommel), regia di León Klimovsky (1969)
- La canción del olvido, regia di Juan de Orduña (1969)
- Malenka, la nipote del vampiro (Malenka), regia di Amando de Ossorio (1969)
- Quel maledetto ponte sull'Elba (No importa morir), regia di León Klimovsky (1969)
- El señorito y las seductoras, regia di Ramón Fernández (1969)
- Fortunata y Jacinta, regia di Angelino Fons (1970)
- ¿Por qué pecamos a los cuarenta?, regia di Pedro Lazaga (1970)
- El cronicón, regia di Antonio Giménez Rico (1970)
- Cuadrilátero, regia di Eloy de la Iglesia (1970)
- Dele color al difunto, regia di Luis María Delgado (1970)
- Crimen imperfecto, regia di Fernando Fernán Gómez (1970)
- El dinero tiene miedo, regia di Pedro Lazaga (1970)
- Las siete vidas del gato, regia di Pedro Lazaga (1971)
- Cómo casarse en 7 días, regia di Fernando Fernán Gómez (1971)
- Un omicidio perfetto a termine di legge, regia di Tonino Ricci (1971)
- Las ibéricas F.C., regia di Pedro Masó (1971)
- Simón, contamos contigo, regia di Ramón Fernández (1971)
- La volpe dalla coda di velluto (El ojo del huracán), regia di José María Forqué (1972)
- La banda J. & S. - Cronaca criminale del Far West, regia di Sergio Corbucci (1972)
- Che c'entriamo noi con la rivoluzione?, regia di Sergio Corbucci (1972)
- Mañana en la mañana, regia di Luis Revenga (1972)
- Il mostro dell'obitorio (El jorobado de la Morgue), regia di Javier Aguirre (1973)
- I diabolici amori di Nosferatu (El gran amor del conde Drácula), regia di Javier Aguirre (1973)
- Le guerriere dal seno nudo, regia di Terence Young (1973)
- Matrimonio al desnudo, regia di Ramón Fernández (1974)
- Como matar a papá... sin hacerle daño, regia di Ramón Fernández (1975)
- El adúltero, regia di Ramón Fernández (1975)
- Batida de raposas, regia di Carlos Serrano (1976)
- La iniciación en el amor, regia di Javier Aguirre (1976)
- La escopeta nacional, regia di Luis García Berlanga (1978)
- Madrid al desnudo, regia di Paul Naschy (1979)
- Despido improcedente, regia di Joaquín Luis Romero Marchent (1980)
- Al limite (Al límite), regia di Eduardo Campoy (1997)
- París Tombuctú, regia di Luis García Berlanga (1999)
- Primer y último amor, regia di Antonio Giménez Rico (2002)